# Coupe continentale de hockey sur glace 2019-2020
Navigation
2018-2019 2020-2021
La saison 2019-2020 est la vingt-troisième édition de la Coupe continentale de hockey sur glace, une compétition européenne de clubs organisée par la Fédération internationale de hockey sur glace (IIHF). Elle débute le 20 septembre 2019 et la finale a lieu du 10 au 12 janvier 2020.

## Présentation
Vingt équipes venant d'autant de pays prennent part à la compétition : il s'agit généralement des vainqueurs des championnats nationaux respectifs, mais il existe quelques exceptions.
La compétition se divise en quatre tours, l'entrée en lice des équipes se faisant selon le niveau de chacune.
Lors de chaque tour, les équipes sont séparées en deux groupes de 4, chacun étant disputé sous la forme d'un championnat à rencontre simple. Aux premier et deuxième tours, seul le vainqueur de chaque groupe se qualifie pour le tour suivant tandis que les deux premiers de chaque groupe du troisième tour se qualifient pour la finale. 
La répartition des points est la suivante :
- 3 points pour une victoire dans le temps réglementaire ;
- 2 points pour une victoire en prolongation ou aux tirs de fusillade ;
- 1 point pour une défaite en prolongation ou aux tirs de fusillade ;
- 0 point pour une défaite dans le temps réglementaire.

### Clubs participants
| - HYC Herentals (Champion de BeNe League 2018-2019) - Irbis-Skate SK (Champion de Bulgarie 2018-2019) - KHL Zagreb (Champion de Croatie 2018-2019) - CH Txuri Urdin (Champion d'Espagne 2018-2019) - Skautafélag Akureyrar (Champion d'Islande 2018-2019) - HC Bat Yam (Champion d'Israël 2018-2019) - Étoile rouge de Belgrade (Champion de Serbie 2018-2019) - Zeytinburnu Belediyesi SK (Champion de Turquie 2018-2019) |

| - Ferencváros TC (Champion de Hongrie 2018-2019) - Ritten Sport (Champion d'Italie 2018-2019) - Mogo Riga (Champion de Lettonie 2018-2019) - Corona Brașov (Champion de Roumanie 2018-2019) - HDD Olimpija Ljubljana (Champion de Slovénie 2018-2019) - Donbass Donetsk (Champion d'Ukraine 2018-2019) |

| - HK Nioman Hrodna (Vainqueur de la Coupe de Biélorussie 2018) - SønderjyskE Ishockey (Finaliste du Championnat du Danemark 2018-2019) - Gothiques d'Amiens (Vainqueur de la Coupe de France 2018-2019) - Nottingham Panthers (Troisième de la saison régulière du Championnat du Royaume-Uni 2018-2019) - Beïbarys Atyraou (Champion du Kazakhstan 2018-2019) - Cracovia (Finaliste du Championnat de Pologne 2018-2019) |

## Premier tour
Le 1er tour se déroule du 20 au 22 septembre 2019 à Istanbul en Turquie pour le groupe A et à Malines en Belgique pour le groupe B.

### Officiels
|                | Groupe A                                                    | Groupe B                                                            |
| -------------- | ----------------------------------------------------------- | ------------------------------------------------------------------- |
| Arbitres       | Niki de Herdt Alexei Roshchyn Miro Smerdelj                 | Murat Cucu Jeronimus den Ridder Nebojsa Ivanov                      |
| Juges de ligne | Berkay Aslanbey Ferhat Dogus Aygun Murat Aygun Halit Sengul | Jos Korte Frédéric Monnaie Maarten van den Acker Chris van Grinsven |

### Groupe A
| 20 septembre | Skautafélag Akureyrar | 1-6 (1-2, 0-2, 0-2) | Étoile rouge de Belgrade | Silivrikapı 80 spectateurs |

| Feuille de match | Feuille de match                             | Feuille de match                           | Feuille de match | Feuille de match                                                                 |
| ---------------- | -------------------------------------------- | ------------------------------------------ | --- | -------------------------------------------------------------------------------- |
|                  | - Grant (Thorsteinsson) — 17 min 44 s (SN) - | 0-1 0-2 1-2 1-3 1-4 1-5 1-6                | Dragović (Vuković) — 6 min 27 s Tchegrintchev (Anić) — 12 min 23 s (SN) - Brkusanin (Vuković) — 30 min 52 s (SN) Vukičević (Novaković) — 31 min 19 s Podunavac (Anić) — 40 min 33 s Zwick (Vukičević) — 57 min 1 s | Arbitrage : Niki de Herdt Juges de ligne : Berkay Aslanbey et Ferhat Dogus Aygun |
| Johannesson      | Gardiens                                     | Stepanović (51 min 53 s) Mitić (8 min 7 s) | | Arbitrage : Niki de Herdt Juges de ligne : Berkay Aslanbey et Ferhat Dogus Aygun |
| 6 min            | Pénalités                                    | 8 min                                      | | Arbitrage : Niki de Herdt Juges de ligne : Berkay Aslanbey et Ferhat Dogus Aygun |
| 12               | Tirs                                         | 27                                         | | Arbitrage : Niki de Herdt Juges de ligne : Berkay Aslanbey et Ferhat Dogus Aygun |

| 20 septembre | Irbis-Skate SK | 3-5 (1-1, 1-2, 1-2) | Zeytinburnu Belediyesi SK | Silivrikapı 220 spectateurs |

| Feuille de match | Feuille de match | Feuille de match                | Feuille de match | Feuille de match                                                         |
| ---------------- | --- | ------------------------------- | --- | ------------------------------------------------------------------------ |
|                  | Muhachev (Orlov, Perminov) — 12 min 8 s (SN) - Georgiev (Orlov) — 39 min 29 s - Muhachev (Perminov) — 55 min 25 s (IN) - | 1-0 1-1 1-2 1-3 2-3 2-4 3-4 3-5 | - Dunford (Chernenko, Halil) — 19 min 40 s (SN) Kicha — 24 min 1 s (SN) Özmen (Dunford, Chernenko) — 25 min 53 s (SN) - Chernenko (Halil, Bakal) — 46 min 46 s - Halil (Chernenko) — 59 min 33 s (CV) | Arbitrage : Alexei Roshchyn Juges de ligne : Murat Aygun et Halit Sengul |
| Dimitrov         | Gardiens | Bozaci                          | | Arbitrage : Alexei Roshchyn Juges de ligne : Murat Aygun et Halit Sengul |
| 16 min           | Pénalités | 14 min                          | | Arbitrage : Alexei Roshchyn Juges de ligne : Murat Aygun et Halit Sengul |
| 27               | Tirs | 30                              | | Arbitrage : Alexei Roshchyn Juges de ligne : Murat Aygun et Halit Sengul |

| 21 septembre | Irbis-Skate SK | 3-0 (1-0, 1-0, 1-0) | Skautafélag Akureyrar | Silivrikapı 92 spectateurs |

| Feuille de match | Feuille de match                                                                                  | Feuille de match | Feuille de match | Feuille de match                                                       |
| ---------------- | ------------------------------------------------------------------------------------------------- | ---------------- | ---------------- | ---------------------------------------------------------------------- |
|                  | Dusicka (Muhachev) — 8 min 36 s Nakov — 38 min 30 s Muhachev (Orlov, Georgiev) — 58 min 38 s (SN) | 1-0 2-0 3-0      | -                | Arbitrage : Miro Smerdelj Juges de ligne : Murat Aygun et Halit Sengul |
| Dimitrov         | Gardiens                                                                                          | Johannesson      |                  | Arbitrage : Miro Smerdelj Juges de ligne : Murat Aygun et Halit Sengul |
| 10 min           | Pénalités                                                                                         | 6 min            |                  | Arbitrage : Miro Smerdelj Juges de ligne : Murat Aygun et Halit Sengul |
| 24               | Tirs                                                                                              | 28               |                  | Arbitrage : Miro Smerdelj Juges de ligne : Murat Aygun et Halit Sengul |

| 21 septembre | Étoile rouge de Belgrade | 6-2 (1-1, 2-1, 3-0) | Zeytinburnu Belediyesi SK | Silivrikapı 140 spectateurs |

| Feuille de match | Feuille de match | Feuille de match                | Feuille de match                                       | Feuille de match                                                                 |
| ---------------- | --- | ------------------------------- | ------------------------------------------------------ | -------------------------------------------------------------------------------- |
|                  | - Dragović (Vukičević) — 13 min 2 s Chegrintsev (Brkusanin) — 20 min 28 s I. Janković (Brkusanin) — 30 min 44 s (SN) - I. Janković — 49 min 44 s (TP) Anić (Dragović) — 53 min 4 s (SN) I. Janković — 59 min 55 s (CV) | 0-1 1-1 2-1 3-1 3-2 4-2 5-2 6-2 | Halil (Tchernenko) — 7 min 4 s - Faner — 34 min 18 s - | Arbitrage : Niki de Herdt Juges de ligne : Berkay Aslanbey et Ferhat Dogus Aygun |
| Stepanović       | Gardiens | Bozaci                          |                                                        | Arbitrage : Niki de Herdt Juges de ligne : Berkay Aslanbey et Ferhat Dogus Aygun |
| 12 min           | Pénalités | 18 min                          |                                                        | Arbitrage : Niki de Herdt Juges de ligne : Berkay Aslanbey et Ferhat Dogus Aygun |
| 32               | Tirs | 26                              |                                                        | Arbitrage : Niki de Herdt Juges de ligne : Berkay Aslanbey et Ferhat Dogus Aygun |

| 22 septembre | Étoile rouge de Belgrade | 5-3 (0-0, 4-2, 1-1) | Irbis-Skate SK | Silivrikapı 64 spectateurs |

| Feuille de match                            | Feuille de match | Feuille de match                | Feuille de match | Feuille de match                                                            |
| ------------------------------------------- | --- | ------------------------------- | --- | --------------------------------------------------------------------------- |
|                                             | Novaković (Daniel) — 21 min 47 s (SN) Daniel (Novaković) — 22 min 8 s - Daniel (Dragović, Novaković) — 27 min 26 s (SN) Tchegrintsev (I. Janković, Brkusanin) — 33 min 20 s (SN) Dragović (Anić) — 42 min 31 s (SN) - | 1-0 2-0 2-1 2-2 3-2 4-2 5-2 5-3 | - Dusicka (Muhachev) — 23 min 7 s Nakov (Boyadjiev, Muhachev) — 25 min 50 s (SN) - Georgiev (Chromy) — 55 min 36 s (SN) | Arbitrage : Alexei Roshchyn Juges de ligne : Berkay Aslanbey et Murat Aygun |
| Stepanović (46 min 54 s) Mitić (13 min 6 s) | Gardiens | Dimitrov                        | | Arbitrage : Alexei Roshchyn Juges de ligne : Berkay Aslanbey et Murat Aygun |
| 14 min                                      | Pénalités | 26 min                          | | Arbitrage : Alexei Roshchyn Juges de ligne : Berkay Aslanbey et Murat Aygun |
| 30                                          | Tirs | 28                              | | Arbitrage : Alexei Roshchyn Juges de ligne : Berkay Aslanbey et Murat Aygun |

| 22 septembre | Zeytinburnu Belediyesi SK | 4-3 (0-0, 1-3, 3-0) | Skautafélag Akureyrar | Silivrikapı 172 spectateurs |

| Feuille de match | Feuille de match | Feuille de match            | Feuille de match | Feuille de match                                                              |
| ---------------- | --- | --------------------------- | --- | ----------------------------------------------------------------------------- |
|                  | - Bakal (Halil, Uzunali) — 27 min 5 s - Bakal (Tchernenko) — 45 min 13 s Voytekhivsky (Özmen, Blomsten) — 46 min 32 s (SN) Özmen (Blomsten) — 49 min 41 s (SN) | 0-1 0-2 1-2 1-3 2-3 3-3 4-3 | Birgisson (Arnason, Leifsson) — 23 min 39 s Stefansson (Sigrunarson, Skulason) — 24 min 16 s - Mikaelsson — 35 min 28 s - | Arbitrage : Miro Smerdelj Juges de ligne : Ferhat Dogus Aygun et Halit Sengul |
| Bozaci           | Gardiens | Steingrimsson               | | Arbitrage : Miro Smerdelj Juges de ligne : Ferhat Dogus Aygun et Halit Sengul |
| 2 min            | Pénalités | 10 min                      | | Arbitrage : Miro Smerdelj Juges de ligne : Ferhat Dogus Aygun et Halit Sengul |
| 35               | Tirs | 35                          | | Arbitrage : Miro Smerdelj Juges de ligne : Ferhat Dogus Aygun et Halit Sengul |

| Clt   | Équipe                    | PJ | V | VP | D | DP | BP | BC | Diff | Pts |
| ----- | ------------------------- | -- | - | -- | - | -- | -- | -- | ---- | --- |
| +001, | Étoile rouge de Belgrade  | 3  | 3 | 0  | 0 | 0  | 17 | 6  | +11  | 9   |
| +002, | Zeytinburnu Belediyesi SK | 3  | 2 | 0  | 1 | 0  | 11 | 12 | -1   | 6   |
| +003, | Irbis-Skate SK            | 3  | 1 | 0  | 2 | 0  | 9  | 10 | -1   | 3   |
| +004, | Skautafélag Akureyrar     | 3  | 0 | 0  | 3 | 0  | 4  | 13 | -9   | 0   |

- Qualifié pour le deuxième tour

### Groupe B
| 20 septembre | CH Txuri Urdin | 7-1 (5-0, 0-1, 2-0) | KHL Zagreb | Centre de patinage sur glace 111 spectateurs |

| Feuille de match | Feuille de match | Feuille de match                | Feuille de match                      | Feuille de match                                                      |
| ---------------- | --- | ------------------------------- | ------------------------------------- | --------------------------------------------------------------------- |
|                  | Gimenez (Macháček) — 2 min 24 s (IN) Macháček (Fuentes) — 4 min 20 s Macháček (Fuentes) — 5 min 22 s Alberdi (Zaballa) — 8 min 22 s (SN) Fuentes (Macháček) — 18 min 32 s (SN) - Macháček (Gimenez, Fuentes) — 42 min 46 s Alberdi (Macháček, Fuentes) — 49 min 58 s (SN) | 1-0 2-0 3-0 4-0 5-0 5-1 6-1 7-1 | - Šakić (Jarčov) — 23 min 40 s (SN) - | Arbitrage : Murat Cucu Juges de ligne : Jos Korte et Frédéric Monnaie |
| Alcaine          | Gardiens | Ružić                           |                                       | Arbitrage : Murat Cucu Juges de ligne : Jos Korte et Frédéric Monnaie |
| 20 min           | Pénalités | 10 min                          |                                       | Arbitrage : Murat Cucu Juges de ligne : Jos Korte et Frédéric Monnaie |
| 37               | Tirs | 41                              |                                       | Arbitrage : Murat Cucu Juges de ligne : Jos Korte et Frédéric Monnaie |

| 20 septembre | HYC Herentals | 7-4 (1-3, 2-0, 4-1) | HC Bat Yam | Centre de patinage sur glace 280 spectateurs |

| Feuille de match                             | Feuille de match | Feuille de match                            | Feuille de match | Feuille de match                                                                              |
| -------------------------------------------- | --- | ------------------------------------------- | --- | --------------------------------------------------------------------------------------------- |
|                                              | - Daems (Pancel) — 15 min 53 s - Coolen — 26 min 13 s Pancel — 28 min 9 s Vercammen (Daems) — 46 min 50 s Morgan (Goris, Pancel) — 51 min 40 s (SN) - Pancel (Morgan, Vercammen) — 55 min 18 s Pancel (Morgan, Vroemans) — 58 min 22 s | 0-1 0-2 1-2 1-3 2-3 3-3 4-3 5-3 5-4 6-4 7-4 | Bernstein (Levy) — 1 min 25 s Greenberg (Spivak) — 10 min 36 s - Mazour (Spivak, Kozevnikov) — 18 min 24 s (SN) - Spivak — 54 min 24 s (SN) - | Arbitrage : Jeronimus den Ridder Juges de ligne : Chris van Grinsven et Maarten van den Acker |
| Waumans (18 min 24 s) Looveren (41 min 36 s) | Gardiens | Reisinger                                   | | Arbitrage : Jeronimus den Ridder Juges de ligne : Chris van Grinsven et Maarten van den Acker |
| 33 min                                       | Pénalités | 18 min                                      | | Arbitrage : Jeronimus den Ridder Juges de ligne : Chris van Grinsven et Maarten van den Acker |
| 56                                           | Tirs | 26                                          | | Arbitrage : Jeronimus den Ridder Juges de ligne : Chris van Grinsven et Maarten van den Acker |

| 21 septembre | KHL Zagreb | 12-4 (4-0, 5-2, 3-2) | HC Bat Yam | Centre de patinage sur glace 200 spectateurs |

| Feuille de match                        | Feuille de match | Feuille de match                                                     | Feuille de match | Feuille de match                                                                            |
| --------------------------------------- | --- | -------------------------------------------------------------------- | --- | ------------------------------------------------------------------------------------------- |
|                                         | Platužić (Jović, Vedlin) — 1 min 55 s Platužić (Šimunović) — 2 min 12 s Buković (Brenčun, Šakić) — 3 min 10 s Kaleb — 12 min 37 s Platužić (Jović, Ružić) — 21 min 47 s Fičur (Buković, Vedlin) — 23 min 2 s (SN) Čizmadija (Jazbec) — 27 min 41 s (IN) - Ružić (Platužić) — 36 min 58 s Cizmadija (Vedlin) — 37 min 40 s - Vedlin (Videk, Fičur) — 44 min 27 s - Šakić (Brenčun) — 57 min 50 s (SN) Vedlin (Jović) — 59 min 28 s | 1-0 2-0 3-0 4-0 5-0 6-0 7-0 7-1 8-1 9-1 9-2 10-2 10-3 10-4 11-4 12-4 | - Kozhevnikov — 32 min 49 s - Greenberg (Cohen) — 37 min 55 s - Cohen (Spivak) — 45 min 43 s Kostyikov (Ibragimomv) — 51 min 23 s (IN) - | Arbitrage : Jeronimus den Ridder Juges de ligne : Frédéric Monnaie et Maarten van den Acker |
| Ružić (46 min 16 s) Budek (13 min 44 s) | Gardiens | Gokhberg (23 min 10 s) Reisinger (36 min 50 s)                       | | Arbitrage : Jeronimus den Ridder Juges de ligne : Frédéric Monnaie et Maarten van den Acker |
| 12 min                                  | Pénalités | 22 min                                                               | | Arbitrage : Jeronimus den Ridder Juges de ligne : Frédéric Monnaie et Maarten van den Acker |
| 64                                      | Tirs | 31                                                                   | | Arbitrage : Jeronimus den Ridder Juges de ligne : Frédéric Monnaie et Maarten van den Acker |

| 21 septembre | HYC Herentals | 2-5 (0-3, 0-1, 2-1) | CH Txuri Urdin | Centre de patinage sur glace 320 spectateurs |

| Feuille de match | Feuille de match                                         | Feuille de match            | Feuille de match | Feuille de match                                                           |
| ---------------- | -------------------------------------------------------- | --------------------------- | --- | -------------------------------------------------------------------------- |
|                  | - van Mele (Morgan) — 50 min 48 s Coolen — 54 min 54 s - | 0-1 0-2 0-3 0-4 1-4 2-4 2-5 | Zaballa (Gimenez) — 1 min 13 s Gimenez (Zaballa) — 9 min 32 s (SN) Macháček (Gimenez) — 12 min 25 s (SN) Mendizabal — 32 min 17 s (IN) - Gimenez (Macháček) — 58 min 41 s (CV) | Arbitrage : Nedojsa Ivanov Juges de ligne : Jos Korte et Chris van Ginsven |
| van Looveren     | Gardiens                                                 | Alcaine                     | | Arbitrage : Nedojsa Ivanov Juges de ligne : Jos Korte et Chris van Ginsven |
| 14 min           | Pénalités                                                | 14 min                      | | Arbitrage : Nedojsa Ivanov Juges de ligne : Jos Korte et Chris van Ginsven |
| 36               | Tirs                                                     | 52                          | | Arbitrage : Nedojsa Ivanov Juges de ligne : Jos Korte et Chris van Ginsven |

| 22 septembre | HC Bat Yam | 4-5 (0-1, 3-1, 1-3) | CH Txuri Urdin | Centre de patinage sur glace 180 spectateurs |

| Feuille de match | Feuille de match | Feuille de match                    | Feuille de match | Feuille de match                                                            |
| ---------------- | --- | ----------------------------------- | --- | --------------------------------------------------------------------------- |
|                  | - Spivak (Mazour) — 24 min 55 s (IN) Mazour (Spivak, Kozevnikov) — 26 min 27 s (SN) Spivak (Mazour) — 30 min 54 s (SN) - Spivak (Kozevnikov) — 54 min 20 s - | 0-1 1-1 2-1 3-1 3-2 3-3 3-4 4-4 4-5 | Gimenez (Fuentes, Macháček) — 7 min 51 s - Macháček (Klepac) — 38 min 35 s (SN) Mendizabal (Alberdi) — 44 min 4 s Matyas (Mendizabal, Alberdi) — 44 min 41 s - Gimenez (Fuentes) — 59 min 20 s | Arbitrage : Nebojsa Ivanov Juges de ligne : Jos Korte et Chris van Grinsven |
| Reisinger        | Gardiens | Alcaine                             | | Arbitrage : Nebojsa Ivanov Juges de ligne : Jos Korte et Chris van Grinsven |
| 43 min           | Pénalités | 6 min                               | | Arbitrage : Nebojsa Ivanov Juges de ligne : Jos Korte et Chris van Grinsven |
| 28               | Tirs | 65                                  | | Arbitrage : Nebojsa Ivanov Juges de ligne : Jos Korte et Chris van Grinsven |

| 22 septembre | KHL Zagreb | 4-2 (1-0, 3-2, 0-0) | HYC Herentals | Centre de patinage sur glace 295 spectateurs |

| Feuille de match | Feuille de match | Feuille de match        | Feuille de match                                                                | Feuille de match                                                                  |
| ---------------- | --- | ----------------------- | ------------------------------------------------------------------------------- | --------------------------------------------------------------------------------- |
|                  | Kaleb (Buković, Čizmadija) — 59 s - Jačmenjak (Šakić, Kaleb) — 31 min 11 s - Vedlin (Šakić) — 39 min 22 s Platužić (Jarčov) — 39 min 44 s | 1-0 1-1 2-1 2-2 3-2 4-2 | - Morgan (Mayea) — 30 min 26 s - Mayea (Morgan, Vercammen) — 38 min 35 s (SN) - | Arbitrage : Murat Cucu Juges de ligne : Frédéric Monnaie et Maarten van den Acker |
| Ružić            | Gardiens | Waumans                 |                                                                                 | Arbitrage : Murat Cucu Juges de ligne : Frédéric Monnaie et Maarten van den Acker |
| 42 min           | Pénalités | 16 min                  |                                                                                 | Arbitrage : Murat Cucu Juges de ligne : Frédéric Monnaie et Maarten van den Acker |
| 33               | Tirs | 38                      |                                                                                 | Arbitrage : Murat Cucu Juges de ligne : Frédéric Monnaie et Maarten van den Acker |

| Clt   | Équipe         | PJ | V | VP | D | DP | BP | BC | Diff | Pts |
| ----- | -------------- | -- | - | -- | - | -- | -- | -- | ---- | --- |
| +001, | CH Txuri Urdin | 3  | 3 | 0  | 0 | 0  | 17 | 7  | +10  | 9   |
| +002, | KHL Zagreb     | 3  | 2 | 0  | 1 | 0  | 17 | 13 | +4   | 6   |
| +003, | HYC Herentals  | 3  | 1 | 0  | 2 | 0  | 11 | 13 | -2   | 3   |
| +004, | HC Bat Yam     | 3  | 0 | 0  | 3 | 0  | 12 | 24 | -12  | 0   |

- Qualifié pour le deuxième tour

## Deuxième tour
Le 2e tour se déroule du 18 au 20 octobre 2019 à Brovary en Ukraine pour le groupe C et à Renon en Italie pour le groupe D.

### Officiels
|                | Groupe C                                                            | Groupe D                                                            |
| -------------- | ------------------------------------------------------------------- | ------------------------------------------------------------------- |
| Arbitres       | Miha Bulovec Mikael Holm Alex Lazzeri Tomas Orolin                  | Pierre Dehaen Jevgenijs Griskevics Nebojsa Ivanov Christoph Sternat |
| Juges de ligne | Sergiy Kharaberyush Illya Khohlov Anton Peretyatko Oleksii Riabikov | Piero Giacomozzi Davide Mantovani Jacopo Pace Antonio Piras         |

### Groupe C
| 18 octobre | Corona Brașov | 3-5 (0-2, 0-1, 3-2) | Mogo Riga | Terminal Ice Arena 254 spectateurs |

| Feuille de match | Feuille de match | Feuille de match                | Feuille de match | Feuille de match                                                                              |
| ---------------- | --- | ------------------------------- | --- | --------------------------------------------------------------------------------------------- |
|                  | - Harrison (Bíró) — 42 min 49 s - Borysenko (Péter, Tranca) — 47 min 41 s (SN) Fowlie (Bíró, Gliga) — 49 min 20 s - | 0-1 0-2 0-3 1-3 1-4 2-4 3-4 3-5 | Mamonovs (Logins) — 15 min 52 s Kurmis (Gricinskis) — 19 min 30 s Gricinskis (Maslovskis, Želubovskis) — 39 min 8 s (SN) - Gricinskis (Kolesņikovs) — 45 min 51 s - Siksnis (Demiters, Lipsbergs) — 58 min 32 s | Arbitrage : Mikael Holm et Tomas Orolin Juges de ligne : Sergiy Kharaberyush et Illya Khohlov |
| Polc             | Gardiens | Kazānovs                        | | Arbitrage : Mikael Holm et Tomas Orolin Juges de ligne : Sergiy Kharaberyush et Illya Khohlov |
| 8 min            | Pénalités | 10 min                          | | Arbitrage : Mikael Holm et Tomas Orolin Juges de ligne : Sergiy Kharaberyush et Illya Khohlov |
| 20               | Tirs | 41                              | | Arbitrage : Mikael Holm et Tomas Orolin Juges de ligne : Sergiy Kharaberyush et Illya Khohlov |

| 18 octobre | Donbass Donetsk | 7-0 (2-0, 2-0, 3-0) | Étoile rouge de Belgrade | Terminal Ice Arena 1 328 spectateurs |

| Feuille de match | Feuille de match | Feuille de match                      | Feuille de match | Feuille de match                                                                               |
| ---------------- | --- | ------------------------------------- | ---------------- | ---------------------------------------------------------------------------------------------- |
|                  | Korentchouk (Lyalka, Romanenko) — 2 min 59 s Iakovlev (Wilson, Vassilev) — 14 min 2 s (SN) Materoukhine (Wilson, Vassilev) — 32 min 20 s Korentchouk (Rybtchik, Silnitckii) — 34 min 8 s Beloukhine (Vassilev, Wilson) — 48 min 9 s Zakharov (Lyalka, Nikiforov) — 54 min 10 s Iakovlev (Nikiforov) — 58 min 2 s | 1-0 2-0 3-0 4-0 5-0 6-0 7-0           | -                | Arbitrage : Miha Bulovec et Alex Lazzeri Juges de ligne : Anton Peretyatko et Oleksii Riabikov |
| Dyatchenko       | Gardiens | Ranković (40 min) Stepanović (20 min) |                  | Arbitrage : Miha Bulovec et Alex Lazzeri Juges de ligne : Anton Peretyatko et Oleksii Riabikov |
| 4 min            | Pénalités | 8 min                                 |                  | Arbitrage : Miha Bulovec et Alex Lazzeri Juges de ligne : Anton Peretyatko et Oleksii Riabikov |
| 51               | Tirs | 11                                    |                  | Arbitrage : Miha Bulovec et Alex Lazzeri Juges de ligne : Anton Peretyatko et Oleksii Riabikov |

| 19 octobre | Mogo Riga | 6-1 (2-0, 1-1, 3-0) | Étoile rouge de Belgrade | Terminal Ice Arena 311 spectateurs |

| Feuille de match | Feuille de match | Feuille de match            | Feuille de match                      | Feuille de match                                                                            |
| ---------------- | --- | --------------------------- | ------------------------------------- | ------------------------------------------------------------------------------------------- |
|                  | Gricinskis (Lipsbergs, Kurmis) — 52 s K. Ozoliņš (Siksnis, Ziemiņš) — 3 min 31 s - Maslovskis (J. Ozoliņš) — 38 min 57 s Želubovskis (Kurmis, Gricinskis) — 48 min 5 s Gricinskis (Kostjuks) — 55 min 21 s Želubovskis (Bakanovs) — 57 min 48 s | 1-0 2-0 2-1 3-1 4-1 5-1 6-1 | - Popović (Španjević) — 37 min 40 s - | Arbitrage : Miha Bulovec et Tomas Orolin Juges de ligne : Illya Khohlov et Anton Peretyatko |
| Ančs             | Gardiens | Ranković                    |                                       | Arbitrage : Miha Bulovec et Tomas Orolin Juges de ligne : Illya Khohlov et Anton Peretyatko |
| 4 min            | Pénalités | 2 min                       |                                       | Arbitrage : Miha Bulovec et Tomas Orolin Juges de ligne : Illya Khohlov et Anton Peretyatko |
| 53               | Tirs | 25                          |                                       | Arbitrage : Miha Bulovec et Tomas Orolin Juges de ligne : Illya Khohlov et Anton Peretyatko |

| 19 octobre | Donbass Donetsk | 7-1 (2-0, 2-1, 3-0) | Corona Brașov | Terminal Ice Arena 1 514 spectateurs |

| Feuille de match | Feuille de match | Feuille de match                | Feuille de match             | Feuille de match                                                                                 |
| ---------------- | --- | ------------------------------- | ---------------------------- | ------------------------------------------------------------------------------------------------ |
|                  | Materoukhine (Beloukhine) — 3 min 35 s Wilson (Lyalka) — 9 min 37 s (SN) Vassilev (Materoukhine) — 25 min 1 s - Podzins (Korentchouk) — 31 min 3 s Materoukhine (Vassilev) — 41 min 31 s Korentchouk (Kamenov, Vassilev) — 51 min 8 s Nikiforov (Lyalka) — 56 min 39 s | 1-0 2-0 3-0 3-1 4-1 5-1 6-1 7-1 | - Stephenson — 25 min 14 s - | Arbitrage : Mikael Holm et Alex Lazzeri Juges de ligne : Sergiy Kharaberyush et Oleksii Riabikov |
| Goryatchevskikh  | Gardiens | Toke                            |                              | Arbitrage : Mikael Holm et Alex Lazzeri Juges de ligne : Sergiy Kharaberyush et Oleksii Riabikov |
| 12 min           | Pénalités | 12 min                          |                              | Arbitrage : Mikael Holm et Alex Lazzeri Juges de ligne : Sergiy Kharaberyush et Oleksii Riabikov |
| 42               | Tirs | 29                              |                              | Arbitrage : Mikael Holm et Alex Lazzeri Juges de ligne : Sergiy Kharaberyush et Oleksii Riabikov |

| 20 octobre | Étoile rouge de Belgrade | 4-7 (0-2, 2-3, 2-2) | Corona Brașov | Terminal Ice Arena 329 spectateurs |

| Feuille de match                      | Feuille de match | Feuille de match                            | Feuille de match | Feuille de match                                                                             |
| ------------------------------------- | --- | ------------------------------------------- | --- | -------------------------------------------------------------------------------------------- |
|                                       | - Brkusanin (Popović, Tchegrintcev) — 24 min 57 s Tchegrintcev (Anić) — 25 min 13 s - Anić (Novaković, Tchegrintcev) — 50 min 8 s (SN) - Kassitski — 58 min 47 s | 0-1 0-2 1-2 2-2 2-3 2-4 2-5 2-6 3-6 3-7 4-7 | Borysenko (Tranca, Péter) — 13 min 25 s (SN) Péter (Bíró, Tranca) — 18 min 28 s - Plante (Szabó, B. Gajdo) — 27 min 23 s Bíró (Gliga, Plante) — 36 min 45 s Bíró (Tranca, Péter) — 38 min 29 s Armstrong (Stephenson, Gliga) — 40 min 12 s - Bíró (Péter, Tranca) — 55 min 11 s - | Arbitrage : Miha Bulovecc et Alex Lazzeri Juges de ligne : Illya Khohlov et Anton Peretyatko |
| Stepanović (40 min) Ranković (20 min) | Gardiens | Polc                                        | | Arbitrage : Miha Bulovecc et Alex Lazzeri Juges de ligne : Illya Khohlov et Anton Peretyatko |
| 2 min                                 | Pénalités | 8 min                                       | | Arbitrage : Miha Bulovecc et Alex Lazzeri Juges de ligne : Illya Khohlov et Anton Peretyatko |
| 23                                    | Tirs | 38                                          | | Arbitrage : Miha Bulovecc et Alex Lazzeri Juges de ligne : Illya Khohlov et Anton Peretyatko |

| 20 octobre | Mogo Riga | 2-3 (TB) (0-0, 0-1, 2-1, 0-0, 0-1) | Donbass Donetsk | Terminal Ice Arena 1 933 spectateurs |

| Feuille de match | Feuille de match                                                                            | Feuille de match    | Feuille de match                                                                                     | Feuille de match                                                                                 |
| ---------------- | ------------------------------------------------------------------------------------------- | ------------------- | --- | ------------------------------------------------------------------------------------------------ |
|                  | - Demiters (Želubovskis, Lipsbergs) — 52 min 45 s (SN) J. Ozoliņš (Saviels) — 56 min 24 s - | 0-1 1-1 2-1 2-2 2-3 | Materoukhine (Beloukhine) — 21 min 23 s (IN) - Mazur (Vassilev) — 57 min 40 s Vassilev — 65 min (TB) | Arbitrage : Mikael Holm et Tomas Orolin Juges de ligne : Sergiy Kharaberyush et Oleksii Riabikov |
| Kazānovs         | Gardiens                                                                                    | Goryatchevskikh     | | Arbitrage : Mikael Holm et Tomas Orolin Juges de ligne : Sergiy Kharaberyush et Oleksii Riabikov |
| 8 min            | Pénalités                                                                                   | 14 min              | | Arbitrage : Mikael Holm et Tomas Orolin Juges de ligne : Sergiy Kharaberyush et Oleksii Riabikov |
| 28               | Tirs                                                                                        | 29                  | | Arbitrage : Mikael Holm et Tomas Orolin Juges de ligne : Sergiy Kharaberyush et Oleksii Riabikov |

| Clt   | Équipe                   | PJ | V | VP | D | DP | BP | BC | Diff | Pts |
| ----- | ------------------------ | -- | - | -- | - | -- | -- | -- | ---- | --- |
| +001, | Donbass Donetsk          | 3  | 2 | 1  | 0 | 0  | 17 | 3  | +14  | 8   |
| +002, | Mogo Riga                | 3  | 2 | 0  | 0 | 1  | 13 | 7  | +6   | 7   |
| +003, | Corona Brașov            | 3  | 1 | 0  | 2 | 0  | 11 | 16 | -5   | 3   |
| +004, | Étoile rouge de Belgrade | 3  | 0 | 0  | 3 | 0  | 5  | 20 | -15  | 0   |

- Qualifié pour le troisième tour

### Groupe D
| 18 octobre | Ferencváros TC | 6-0 (3-0, 2-0, 1-0) | CH Txuri Urdin | Arena Ritten |

| Feuille de match | Feuille de match | Feuille de match                                 | Feuille de match | Feuille de match                                                                                        |
| ---------------- | --- | ------------------------------------------------ | ---------------- | --- |
|                  | Fitzgerald (Hegyi, Pulli) — 2 min 24 s (SN) Hajos (Pulli) — 9 min 16 s Hajos (R. Tóth, Karmeniemi) — 18 min 58 s A. Tóth (Fitzgerald, Switzer) — 21 min 40 s G. Nagy (Karmeniemi, Pavuk) — 28 min 9 s (SN) Switzer (A. Tóth, Fitzgerald) — 45 min 34 s | 1-0 2-0 3-0 4-0 5-0 6-0                          | -                | Arbitrage : Pierre Dehaen et Jevgenijs Griskevics Juges de ligne : Piero Giacomozzi et Davide Mantovani |
| K. Nagy          | Gardiens | Alcaine (53 min 34 s) A. Etxeberria (6 min 26 s) |                  | Arbitrage : Pierre Dehaen et Jevgenijs Griskevics Juges de ligne : Piero Giacomozzi et Davide Mantovani |
| 10 min           | Pénalités | 14 min                                           |                  | Arbitrage : Pierre Dehaen et Jevgenijs Griskevics Juges de ligne : Piero Giacomozzi et Davide Mantovani |
| 65               | Tirs | 16                                               |                  | Arbitrage : Pierre Dehaen et Jevgenijs Griskevics Juges de ligne : Piero Giacomozzi et Davide Mantovani |

| 18 octobre | HDD Olimpija Ljubljana | 1-2 (TB) (0-1, 1-0, 0-0, 1-0, 0-1) | Ritten Sport | Arena Ritten 678 spectateurs |

| Feuille de match | Feuille de match                  | Feuille de match | Feuille de match                                          | Feuille de match                                                                              |
| ---------------- | --------------------------------- | ---------------- | --------------------------------------------------------- | --------------------------------------------------------------------------------------------- |
|                  | - Rajsar (Planko) — 38 min 25 s - | 0-1 1-1 1-2      | Obuchowski (S. Kostner, Frei) — 28 s - Lane — 65 min (TB) | Arbitrage : Nebojsa Ivanov et Christoph Sternat Juges de ligne : Jacopo Pace et Antonio Piras |
| Us               | Gardiens                          | Lindskoug        |                                                           | Arbitrage : Nebojsa Ivanov et Christoph Sternat Juges de ligne : Jacopo Pace et Antonio Piras |
| 16 min           | Pénalités                         | 20 min           |                                                           | Arbitrage : Nebojsa Ivanov et Christoph Sternat Juges de ligne : Jacopo Pace et Antonio Piras |
| 27               | Tirs                              | 26               |                                                           | Arbitrage : Nebojsa Ivanov et Christoph Sternat Juges de ligne : Jacopo Pace et Antonio Piras |

| 19 octobre | Ferencváros TC | 3-2 (2-2, 1-0, 0-0) | HDD Olimpija Ljubljana | Arena Ritten 225 spectateurs |

| Feuille de match | Feuille de match                                                                        | Feuille de match    | Feuille de match                                                        | Feuille de match                                                                                    |
| ---------------- | --------------------------------------------------------------------------------------- | ------------------- | ----------------------------------------------------------------------- | --------------------------------------------------------------------------------------------------- |
|                  | - Pavuk (G. Nagy) — 10 min 6 s Kärmeniemi — 10 min 29 s - Kulmala (Pavuk) — 26 min 30 s | 0-1 1-1 2-1 2-2 3-2 | Zorko (Simšič, Kujavec) — 8 min 48 s - Simšič (Kujavec) — 18 min 36 s - | Arbitrage : Jevgenijs Griskevics et Nebojsa Ivanov Juges de ligne : Davide Mantovani et Jacopo Pace |
| Arany            | Gardiens                                                                                | Spreitzer           |                                                                         | Arbitrage : Jevgenijs Griskevics et Nebojsa Ivanov Juges de ligne : Davide Mantovani et Jacopo Pace |
| 10 min           | Pénalités                                                                               | 8 min               |                                                                         | Arbitrage : Jevgenijs Griskevics et Nebojsa Ivanov Juges de ligne : Davide Mantovani et Jacopo Pace |
| 23               | Tirs                                                                                    | 22                  |                                                                         | Arbitrage : Jevgenijs Griskevics et Nebojsa Ivanov Juges de ligne : Davide Mantovani et Jacopo Pace |

| 19 octobre | Ritten Sport | 10-1 (1-1, 4-0, 5-0) | CH Txuri Urdin | Arena Ritten 837 spectateurs |

| Feuille de match | Feuille de match | Feuille de match                                | Feuille de match             | Feuille de match                                                                                  |
| ---------------- | --- | ----------------------------------------------- | ---------------------------- | ------------------------------------------------------------------------------------------------- |
|                  | - Frei (S. Kostner, Lane) — 16 min 17 s Gabri (T. Spinell, Quinz) — 23 min 53 s J. Kostner (M. Spinell) — 25 min 6 s Lane (S. Kostner) — 35 min 34 s Lane (Gazzola, Obuchowski) — 39 min 47 s Lane (Frei, S. Kostner) — 40 min 36 s (SN) Gazzola (Lane, Frei) — 42 min 35 s (SN) Gazzola (Lane, Frei) — 45 min 23 s (2 SN) S. Kostner (Frei, Gazzola) — 48 min 11 s Gabri (Tudin) — 57 min 21 s | 0-1 1-1 2-1 3-1 4-1 5-1 6-1 7-1 8-1 9-1 10-1    | Macháček — 3 min 44 s (IN) - | Arbitrage : Pierre Dehaen et Christoph Sternat Juges de ligne : Piero Giacomozzi et Antonio Piras |
| Treibenreif      | Gardiens | Alcaine (54 min 59 s) I. Etxeberria (5 min 1 s) |                              | Arbitrage : Pierre Dehaen et Christoph Sternat Juges de ligne : Piero Giacomozzi et Antonio Piras |
| 2 min            | Pénalités | 28 min                                          |                              | Arbitrage : Pierre Dehaen et Christoph Sternat Juges de ligne : Piero Giacomozzi et Antonio Piras |
| 60               | Tirs | 15                                              |                              | Arbitrage : Pierre Dehaen et Christoph Sternat Juges de ligne : Piero Giacomozzi et Antonio Piras |

| 20 octobre | CH Txuri Urdin | 1-6 (0-0, 0-3, 1-3) | HDD Olimpija Ljubljana | Arena Ritten 100 spectateurs |

| Feuille de match                                 | Feuille de match                        | Feuille de match            | Feuille de match | Feuille de match                                                                             |
| ------------------------------------------------ | --------------------------------------- | --------------------------- | --- | -------------------------------------------------------------------------------------------- |
|                                                  | - Klepac (Fuentes) — 47 min 48 s (SN) - | 0-1 0-2 0-3 1-3 1-4 1-5 1-6 | Simšič (Kujavec, Bohinc) — 20 min 43 s Zorko (Orehek) — 30 min 4 s Rajsar (Planko, Kujavec) — 35 min 37 s - Mušič (Simšič) — 53 min 11 s Koren (Rajsar, Planko) — 56 min 10 s (SN) Brus (Orehek) — 56 min 49 s | Arbitrage : Pierre Dehaen et Nebojsa Ivanov Juges de ligne : Piero Giacomozzi et Jacopo Pace |
| Alcaine (51 min 29 s) I. Etxeberria (8 min 31 s) | Gardiens                                | Us                          | | Arbitrage : Pierre Dehaen et Nebojsa Ivanov Juges de ligne : Piero Giacomozzi et Jacopo Pace |
| 26 min                                           | Pénalités                               | 54 min                      | | Arbitrage : Pierre Dehaen et Nebojsa Ivanov Juges de ligne : Piero Giacomozzi et Jacopo Pace |
| 19                                               | Tirs                                    | 47                          | | Arbitrage : Pierre Dehaen et Nebojsa Ivanov Juges de ligne : Piero Giacomozzi et Jacopo Pace |

| 20 octobre | Ritten Sport | 1-3 (1-2, 0-0, 0-1) | Ferencváros TC | Arena Ritten 1 278 spectateurs |

| Feuille de match | Feuille de match                           | Feuille de match | Feuille de match                                                                          | Feuille de match                                                                                         |
| ---------------- | ------------------------------------------ | ---------------- | ----------------------------------------------------------------------------------------- | --- |
|                  | - S. Kostner (Gazzola) — 6 min 31 s (SN) - | 0-1 1-1 1-2 1-3  | Switzer — 2 min 48 s - Kärmeniemi (Hajos, G. Nagy) — 14 min 37 s (SN) Németh — 58 min 3 s | Arbitrage : Jevgenijs Griskevics et Christoph Sternat Juges de ligne : Davide Mantovani et Antonio Piras |
|                  |                                            |                  |                                                                                           | Arbitrage : Jevgenijs Griskevics et Christoph Sternat Juges de ligne : Davide Mantovani et Antonio Piras |
| 12 min           | Pénalités                                  | 12 min           |                                                                                           | Arbitrage : Jevgenijs Griskevics et Christoph Sternat Juges de ligne : Davide Mantovani et Antonio Piras |
| 24               | Tirs                                       | 31               |                                                                                           | Arbitrage : Jevgenijs Griskevics et Christoph Sternat Juges de ligne : Davide Mantovani et Antonio Piras |

| Clt   | Équipe                 | PJ | V | VP | D | DP | BP | BC | Diff | Pts |
| ----- | ---------------------- | -- | - | -- | - | -- | -- | -- | ---- | --- |
| +001, | Ferencváros TC         | 3  | 3 | 0  | 0 | 0  | 12 | 3  | +9   | 9   |
| +002, | Ritten Sport           | 3  | 1 | 1  | 1 | 0  | 13 | 5  | +8   | 5   |
| +003, | HDD Olimpija Ljubljana | 3  | 1 | 0  | 1 | 1  | 9  | 6  | +3   | 4   |
| +004, | CH Txuri Urdin         | 3  | 0 | 0  | 3 | 0  | 2  | 22 | -20  | 0   |

- Qualifié pour le troisième tour

## Troisième tour
Le 3e tour se déroule du 15 au 17 novembre 2019 à Vojens au Danemark pour le groupe E et à Cracovie en Pologne pour le groupe F.

### Officiels
|                | Groupe E                                                                   | Groupe F                                                     |
| -------------- | -------------------------------------------------------------------------- | ------------------------------------------------------------ |
| Arbitres       | Konstantin Chubenko Miklos Haszonits Miroslav Iarets Bartosz Kaczmarek     | Pierre Dehaen Mads Frandsen Pavel Halas Jr Christoph Sternat |
| Juges de ligne | Frederik Andersen Albert Ankerst Jerne Andreas Weise Kroyer Simon Molgaard | Pawel Kosidlo Andrzej Nenko Dariusz Pobozniak Wiktor Zien    |

### Groupe E
| 15 novembre | Gothiques d'Amiens | 2-4 (1-1, 0-2, 1-1) | Nottingham Panthers | Frøs Arena 749 spectateurs |

| Feuille de match | Feuille de match                                                         | Feuille de match        | Feuille de match | Feuille de match                                                                                               |
| ---------------- | ------------------------------------------------------------------------ | ----------------------- | --- | --- |
|                  | - Sabatier (Matima) — 4 min 36 s - Giroux (Romand, Halley) — 52 min 45 s | 0-1 1-1 1-2 1-3 1-4 2-4 | Hansen (Herr) — 4 min 6 s - Hansen (Connelly) — 28 min 33 s (SN) Quist (Talbot) — 32 min 18 s Herr (Hansen, Connelly) — 43 min 21 s - | Arbitrage : Konstantin Chubenko et Miklos Haszonits Juges de ligne : Frederik Andersen et Albert Ankerst Jerne |
| Buysse           | Gardiens                                                                 | Carr                    | | Arbitrage : Konstantin Chubenko et Miklos Haszonits Juges de ligne : Frederik Andersen et Albert Ankerst Jerne |
| 8 min            | Pénalités                                                                | 4 min                   | | Arbitrage : Konstantin Chubenko et Miklos Haszonits Juges de ligne : Frederik Andersen et Albert Ankerst Jerne |
| 29               | Tirs                                                                     | 32                      | | Arbitrage : Konstantin Chubenko et Miklos Haszonits Juges de ligne : Frederik Andersen et Albert Ankerst Jerne |

| 15 novembre | SønderjyskE Ishockey | 3-1 (1-0, 1-1, 1-0) | Ferencváros TC | Frøs Arena 2 217 spectateurs |

| Feuille de match | Feuille de match                                                                                  | Feuille de match | Feuille de match          | Feuille de match                                                                                         |
| ---------------- | ------------------------------------------------------------------------------------------------- | ---------------- | ------------------------- | --- |
|                  | Lane (MacDonald, Makinen) — 13 min 13 s - Little Jr (Frank) — 27 min 7 s Frank — 59 min 57 s (CV) | 1-0 1-1 2-1 3-1  | - Switzer — 20 min 38 s - | Arbitrage : Miroslav Iarets et Bartosz Kaczmarek Juges de ligne : Andreas Weise Kroyer et Simon Molgaard |
| P. Galbraith     | Gardiens                                                                                          | Arany            |                           | Arbitrage : Miroslav Iarets et Bartosz Kaczmarek Juges de ligne : Andreas Weise Kroyer et Simon Molgaard |
| 4 min            | Pénalités                                                                                         | 4 min            |                           | Arbitrage : Miroslav Iarets et Bartosz Kaczmarek Juges de ligne : Andreas Weise Kroyer et Simon Molgaard |
| 33               | Tirs                                                                                              | 17               |                           | Arbitrage : Miroslav Iarets et Bartosz Kaczmarek Juges de ligne : Andreas Weise Kroyer et Simon Molgaard |

| 16 novembre | Nottingham Panthers | 2-3 (1-1, 0-2, 1-0) | Ferencváros TC | Frøs Arena 678 spectateurs |

| Feuille de match | Feuille de match                                                               | Feuille de match    | Feuille de match | Feuille de match                                                                                              |
| ---------------- | ------------------------------------------------------------------------------ | ------------------- | --- | --- |
|                  | - Perlini (Hansen) — 8 min 55 s - Herr (Matheson, Desantis) — 57 min 40 s (JS) | 0-1 1-1 1-2 1-3 2-3 | G. Nagy (Rantanen, Gerge. Tóth) — 5 min 12 s - Roczanov (Farkas, Sarcia) — 32 min 39 s G. Nagy (Pavuk, A. Tóth) — 33 min 42 s - | Arbitrage : Konstantin Chubenko et Miroslav Iartes Juges de ligne : Frederik Andersen et Andreas Weise Kroyer |
| Whistle          | Gardiens                                                                       | Arany               | | Arbitrage : Konstantin Chubenko et Miroslav Iartes Juges de ligne : Frederik Andersen et Andreas Weise Kroyer |
| 12 min           | Pénalités                                                                      | 6 min               | | Arbitrage : Konstantin Chubenko et Miroslav Iartes Juges de ligne : Frederik Andersen et Andreas Weise Kroyer |
| 41               | Tirs                                                                           | 24                  | | Arbitrage : Konstantin Chubenko et Miroslav Iartes Juges de ligne : Frederik Andersen et Andreas Weise Kroyer |

| 16 novembre | SønderjyskE Ishockey | 3-1 (0-0, 0-1, 3-0) | Gothiques d'Amiens | Frøs Arena 2 519 spectateurs |

| Feuille de match | Feuille de match | Feuille de match | Feuille de match                       | Feuille de match                                                                                          |
| ---------------- | --- | ---------------- | -------------------------------------- | --- |
|                  | - Frank (Nigro, Nielsen) — 43 min 29 s Nielsen (Frank, D. Galbraith) — 49 min 31 s Frank (Little Jr, Nigro) — 58 min 55 s (CV) | 0-1 1-1 2-1 3-1  | Bruche (Suire, Babcock) — 26 min 5 s - | Arbitrage : Miklos Haszonits et Bartosz Kaczmarek Juges de ligne : Albert Ankerst Jerne et Simon Molgaard |
| Henriksen        | Gardiens | Buysse           |                                        | Arbitrage : Miklos Haszonits et Bartosz Kaczmarek Juges de ligne : Albert Ankerst Jerne et Simon Molgaard |
| 8 min            | Pénalités | 6 min            |                                        | Arbitrage : Miklos Haszonits et Bartosz Kaczmarek Juges de ligne : Albert Ankerst Jerne et Simon Molgaard |
| 40               | Tirs | 31               |                                        | Arbitrage : Miklos Haszonits et Bartosz Kaczmarek Juges de ligne : Albert Ankerst Jerne et Simon Molgaard |

| 17 novembre | Ferencváros TC | 1-5 (0-0, 0-2, 1-3) | Gothiques d'Amiens | Frøs Arena 521 spectateurs |

| Feuille de match | Feuille de match                      | Feuille de match        | Feuille de match | Feuille de match                                                                                          |
| ---------------- | ------------------------------------- | ----------------------- | --- | --- |
|                  | - Farkas (Gergo Tóth) — 56 min 27 s - | 0-1 0-2 0-3 1-3 1-4 1-5 | Giroux (Verrier, Halley) — 23 min 51 s (SN) Babcock (Mattsson) — 34 min 15 s Giroux (Gibb, Halley) — 49 min 36 s - Verrier (Sabatier) — 59 min 13 s (CV) Giroux — 59 min 45 s (CV) | Arbitrage : Konstantin Chubenko et Bartosz Kaczmarek Juges de ligne : Frederik Andersen et Simon Molgaard |
| Arany            | Gardiens                              | Buysse                  | | Arbitrage : Konstantin Chubenko et Bartosz Kaczmarek Juges de ligne : Frederik Andersen et Simon Molgaard |
| 10 min           | Pénalités                             | 18 min                  | | Arbitrage : Konstantin Chubenko et Bartosz Kaczmarek Juges de ligne : Frederik Andersen et Simon Molgaard |
| 34               | Tirs                                  | 34                      | | Arbitrage : Konstantin Chubenko et Bartosz Kaczmarek Juges de ligne : Frederik Andersen et Simon Molgaard |

| 17 novembre | Nottingham Panthers | 4-2 (1-0, 3-1, 0-1) | SønderjyskE Ishockey | Frøs Arena 2 640 spectateurs |

| Feuille de match | Feuille de match | Feuille de match        | Feuille de match                                                                  | Feuille de match                                                                                              |
| ---------------- | --- | ----------------------- | --------------------------------------------------------------------------------- | --- |
|                  | Perlini (Hansen, Connelly) — 2 min 45 s Talbot (Bulmer) — 23 min 9 s Deutsch (Bulmer) — 26 min 35 s Desantis (Herr, Hansen) — 27 min 41 s (SN) - | 1-0 2-0 3-0 4-0 4-1 4-2 | - Lane (Makinen, Little Jr) — 38 min 52 s Lund (Forster, Eskildsen) — 41 min 38 s | Arbitrage : Miklos Haszonits et Miroslav Iarets Juges de ligne : Albert Ankerst Jerne et Andreas Weise Kroyer |
| Carr             | Gardiens | P. Galbraith            |                                                                                   | Arbitrage : Miklos Haszonits et Miroslav Iarets Juges de ligne : Albert Ankerst Jerne et Andreas Weise Kroyer |
| 16 min           | Pénalités | 12 min                  |                                                                                   | Arbitrage : Miklos Haszonits et Miroslav Iarets Juges de ligne : Albert Ankerst Jerne et Andreas Weise Kroyer |
| 24               | Tirs | 42                      |                                                                                   | Arbitrage : Miklos Haszonits et Miroslav Iarets Juges de ligne : Albert Ankerst Jerne et Andreas Weise Kroyer |

| Clt   | Équipe               | PJ | V | VP | D | DP | BP | BC | Diff | Pts |
| ----- | -------------------- | -- | - | -- | - | -- | -- | -- | ---- | --- |
| +001, | Nottingham Panthers  | 3  | 2 | 0  | 1 | 0  | 10 | 7  | +3   | 6   |
| +002, | SønderjyskE Ishockey | 3  | 2 | 0  | 1 | 0  | 8  | 6  | +2   | 6   |
| +003, | Gothiques d'Amiens   | 3  | 1 | 0  | 2 | 0  | 8  | 8  | 0    | 3   |
| +004, | Ferencváros TC       | 3  | 1 | 0  | 2 | 0  | 5  | 10 | -5   | 3   |

- Qualifié pour la Super Finale

### Groupe F
| 15 novembre | HK Nioman Hrodna | 4-3 (pr) (2-0, 0-1, 1-2, 1-0) | Donbass Donetsk | Adam Roch Kowalski Ice Rink 400 spectateurs |

| Feuille de match | Feuille de match | Feuille de match            | Feuille de match | Feuille de match                                                                               |
| ---------------- | --- | --------------------------- | --- | ---------------------------------------------------------------------------------------------- |
|                  | Levsha (Remezov) — 1 min 58 s Stepanov (Remezov) — 9 min 2 s (SN) - Varivonchik — 41 min 23 s - Stepanov (Kissly) — 62 min 9 s (SN) | 1-0 2-0 2-1 3-1 3-2 3-3 4-3 | - Beloukhine (Materoukhine) — 24 min 15 s - Podzinsh (Karpenko, Wilson) — 49 min 53 s Zakharov (Kostikov, Wilson) — 54 min 24 s - | Arbitrage : Pierre Dehaen et Mads Frandsen Juges de ligne : Pawel Kosidlo et Dariusz Pobozniak |
| Trous            | Gardiens | Goryachevskikh              | | Arbitrage : Pierre Dehaen et Mads Frandsen Juges de ligne : Pawel Kosidlo et Dariusz Pobozniak |
| 6 min            | Pénalités | 22 min                      | | Arbitrage : Pierre Dehaen et Mads Frandsen Juges de ligne : Pawel Kosidlo et Dariusz Pobozniak |
| 18               | Tirs | 19                          | | Arbitrage : Pierre Dehaen et Mads Frandsen Juges de ligne : Pawel Kosidlo et Dariusz Pobozniak |

| 15 novembre | Cracovia | 3-2 (2-1, 0-0, 1-1) | Beïbarys Atyraou | Adam Roch Kowalski Ice Rink 1 000 spectateurs |

| Feuille de match | Feuille de match                                                                                        | Feuille de match    | Feuille de match                                             | Feuille de match                                                                              |
| ---------------- | --- | ------------------- | ------------------------------------------------------------ | --------------------------------------------------------------------------------------------- |
|                  | Mikula (Gula) — 2 min 51 s Mikula (Tvrdoň, Ježek) — 3 min 47 s (SN) - Kapica (Bepierszcz) — 58 min 58 s | 1-0 2-0 2-1 2-2 3-2 | - Pfilonov (Stepanov) — 11 min 44 s Stepanov — 56 min 23 s - | Arbitrage : Pavel Halas Jr et Christoph Sternat Juges de ligne : Andrzej Nenko et Wiktor Zien |
| Kopřiva          | Gardiens                                                                                                | Volochine           |                                                              | Arbitrage : Pavel Halas Jr et Christoph Sternat Juges de ligne : Andrzej Nenko et Wiktor Zien |
| 6 min            | Pénalités                                                                                               | 12 min              |                                                              | Arbitrage : Pavel Halas Jr et Christoph Sternat Juges de ligne : Andrzej Nenko et Wiktor Zien |
| 27               | Tirs | 30                  |                                                              | Arbitrage : Pavel Halas Jr et Christoph Sternat Juges de ligne : Andrzej Nenko et Wiktor Zien |

| 16 novembre | Beïbarys Atyraou | 3-5 (1-1, 1-3, 1-1) | Donbass Donetsk | Adam Roch Kowalski Ice Rink 900 spectateurs |

| Feuille de match | Feuille de match | Feuille de match                | Feuille de match | Feuille de match                                                                                   |
| ---------------- | --- | ------------------------------- | --- | -------------------------------------------------------------------------------------------------- |
|                  | - Vichniakov (Savenkov) — 13 min 35 s - Deriabine — 21 min 25 s - Makarov (Vichniakov, Mitriakov) — 42 min 30 s (SN) - | 0-1 1-1 1-2 2-2 2-3 2-4 3-4 3-5 | Korentchouk — 12 min 23 s (IN) - Korentchouk (Karamnov, Silnitckii) — 21 min 14 s - Lyalka — 23 min 18 s Korentchouk (Pangelov-Yuldashiev) — 28 min 34 s - Nikiforov — 58 min 32 s (CV) | Arbitrage : Mads Frandsen et Christoph Sternat Juges de ligne : Andrzej Nenko et Dariusz Pobozniak |
| Mikouchine       | Gardiens | Goryachevskikh                  | | Arbitrage : Mads Frandsen et Christoph Sternat Juges de ligne : Andrzej Nenko et Dariusz Pobozniak |
| 18 min           | Pénalités | 10 min                          | | Arbitrage : Mads Frandsen et Christoph Sternat Juges de ligne : Andrzej Nenko et Dariusz Pobozniak |
| 29               | Tirs | 34                              | | Arbitrage : Mads Frandsen et Christoph Sternat Juges de ligne : Andrzej Nenko et Dariusz Pobozniak |

| 16 novembre | HK Nioman Hrodna | 4-1 (0-0, 4-0, 0-1) | Cracovia | Adam Roch Kowalski Ice Rink 1 400 spectateurs |

| Feuille de match | Feuille de match | Feuille de match    | Feuille de match                               | Feuille de match                                                                          |
| ---------------- | --- | ------------------- | ---------------------------------------------- | ----------------------------------------------------------------------------------------- |
|                  | Kissly (Malinovski) — 26 min 18 s Kissly (Levsha) — 28 min 30 s Kissly (Remezov) — 31 min 54 s Suslo — 32 min 54 s - | 1-0 2-0 3-0 4-0 4-1 | - Bychawski (Drzewiecki, Mikula) — 45 min 58 s | Arbitrage : Pierre Dehaen et Pavel Halas Jr Juges de ligne : Pawel Kosidlo et Wiktor Zien |
| Gorodetski       | Gardiens | Kopřiva             |                                                | Arbitrage : Pierre Dehaen et Pavel Halas Jr Juges de ligne : Pawel Kosidlo et Wiktor Zien |
| 4 min            | Pénalités | 12 min              |                                                | Arbitrage : Pierre Dehaen et Pavel Halas Jr Juges de ligne : Pawel Kosidlo et Wiktor Zien |
| 30               | Tirs | 11                  |                                                | Arbitrage : Pierre Dehaen et Pavel Halas Jr Juges de ligne : Pawel Kosidlo et Wiktor Zien |

| 17 novembre | Beïbarys Atyraou | 4-2 (2-2, 2-0, 0-0) | HK Nioman Hrodna | Adam Roch Kowalski Ice Rink 300 spectateurs |

| Feuille de match | Feuille de match | Feuille de match        | Feuille de match                                                                               | Feuille de match                                                                                |
| ---------------- | --- | ----------------------- | ---------------------------------------------------------------------------------------------- | ----------------------------------------------------------------------------------------------- |
|                  | Mitriakov — 1 min 38 s (IN) Koulikov (Koutchine) — 3 min 39 s (IN) - Stepanenko (Savenkov, Koutouguine) — 21 min 17 s (SN) Pissarev (Pfilonov) — 31 min | 1-0 2-0 2-1 2-2 3-2 4-2 | - Stepanov (Levsha, Yeliseyenko) — 11 min 30 s Turkin (Malinovski, Kharamanda) — 12 min 17 s - | Arbitrage : Pavel Halas Jr et Christoph Sternat Juges de ligne : Pawel Kosidlo et Andrzej Nenko |
| Volochine        | Gardiens | Trous                   |                                                                                                | Arbitrage : Pavel Halas Jr et Christoph Sternat Juges de ligne : Pawel Kosidlo et Andrzej Nenko |
| 14 min           | Pénalités | 12 min                  |                                                                                                | Arbitrage : Pavel Halas Jr et Christoph Sternat Juges de ligne : Pawel Kosidlo et Andrzej Nenko |
| 18               | Tirs | 12                      |                                                                                                | Arbitrage : Pavel Halas Jr et Christoph Sternat Juges de ligne : Pawel Kosidlo et Andrzej Nenko |

| 17 novembre | Donbass Donetsk | 1-2 (TB) (0-0, 0-1, 1-0, 0-0, 0-1) | Cracovia | Adam Roch Kowalski Ice Rink 1 400 spectateurs |

| Feuille de match | Feuille de match         | Feuille de match | Feuille de match                                                 | Feuille de match                                                                             |
| ---------------- | ------------------------ | ---------------- | ---------------------------------------------------------------- | -------------------------------------------------------------------------------------------- |
|                  | - Lyalka — 43 min 35 s - | 0-1 1-1 1-2      | Bryniczka (Tvrdoň, Mikula) — 32 min 1 s - Vachovec — 65 min (TB) | Arbitrage : Pierre Dehaen et Mads Frandsen Juges de ligne : Dariusz Pobozniak et Wiktor Zien |
| Goryachevskikh   | Gardiens                 | Kopřiva          |                                                                  | Arbitrage : Pierre Dehaen et Mads Frandsen Juges de ligne : Dariusz Pobozniak et Wiktor Zien |
| 6 min            | Pénalités                | 6 min            |                                                                  | Arbitrage : Pierre Dehaen et Mads Frandsen Juges de ligne : Dariusz Pobozniak et Wiktor Zien |
| 28               | Tirs                     | 24               |                                                                  | Arbitrage : Pierre Dehaen et Mads Frandsen Juges de ligne : Dariusz Pobozniak et Wiktor Zien |

| Clt   | Équipe           | PJ | V | VP | D | DP | BP | BC | Diff | Pts |
| ----- | ---------------- | -- | - | -- | - | -- | -- | -- | ---- | --- |
| +001, | HK Nioman Hrodna | 3  | 1 | 1  | 1 | 0  | 10 | 8  | +2   | 5   |
| +002, | Cracovia         | 3  | 1 | 1  | 1 | 0  | 6  | 7  | -1   | 5   |
| +003, | Donbass Donetsk  | 3  | 1 | 0  | 0 | 2  | 9  | 9  | 0    | 5   |
| +004, | Beïbarys Atyraou | 3  | 1 | 0  | 2 | 0  | 9  | 10 | -1   | 3   |

- Qualifié pour la Super Finale

## Super Finale
La Super Finale se déroule du 10 au 12 janvier 2020 à Vojens au Danemark.

### Officiels
| Arbitres                                                                 | Juges de ligne                                                            |
| ------------------------------------------------------------------------ | ------------------------------------------------------------------------- |
| Adam Kika Marc Wiegand Aaro Brännare Daniel Piechaczek Christian Persson | Danny Beresford Rene Jensen Clément Goncalves Elias Seewald Andreas Hofer |

### Matches
| 10 janvier | HK Nioman Hrodna | 2-0 (0-0, 2-0, 0-0) | Cracovia | Frøs Arena 673 spectateurs |

| Feuille de match | Feuille de match                                                            | Feuille de match | Feuille de match | Feuille de match                                                                      |
| ---------------- | --------------------------------------------------------------------------- | ---------------- | ---------------- | ------------------------------------------------------------------------------------- |
|                  | Hurri (Hiltunen) — 20 min 57 s Kisly (Grishanov, Remezov) — 26 min 2 s (SN) | 1-0 2-0          |                  | Arbitrage : Adam Kika et Marc Wiegand Juges de ligne : Danny Beresford et Rene Jensen |
| Trous            | Gardiens                                                                    | Kopřiva          |                  | Arbitrage : Adam Kika et Marc Wiegand Juges de ligne : Danny Beresford et Rene Jensen |
| 8 min            | Pénalités                                                                   | 6 min            |                  | Arbitrage : Adam Kika et Marc Wiegand Juges de ligne : Danny Beresford et Rene Jensen |
| 29               | Tirs                                                                        | 32               |                  | Arbitrage : Adam Kika et Marc Wiegand Juges de ligne : Danny Beresford et Rene Jensen |

| 10 janvier | SønderjyskE Ishockey | 2-1 (TB) (0-0, 0-1, 1-0, 0-0, 1-0) | Nottingham Panthers | Frøs Arena 3 368 spectateurs |

| Feuille de match | Feuille de match                                              | Feuille de match | Feuille de match                                 | Feuille de match                                                                                   |
| ---------------- | ------------------------------------------------------------- | ---------------- | ------------------------------------------------ | -------------------------------------------------------------------------------------------------- |
|                  | - Frank (Sharp, Galbraith) — 56 min 51 s Maylan — 65 min (TB) | 0-1 1-1 2-1      | Connelly (Hansen, Matheson) — 38 min 29 s (SN) - | Arbitrage : Aaro Brännare et Daniel Piechaczek Juges de ligne : Clément Goncalves et Elias Seewald |
| Henriksen        | Gardiens                                                      | Carr             |                                                  | Arbitrage : Aaro Brännare et Daniel Piechaczek Juges de ligne : Clément Goncalves et Elias Seewald |
| 6 min            | Pénalités                                                     | 16 min           |                                                  | Arbitrage : Aaro Brännare et Daniel Piechaczek Juges de ligne : Clément Goncalves et Elias Seewald |
| 54               | Tirs                                                          | 24               |                                                  | Arbitrage : Aaro Brännare et Daniel Piechaczek Juges de ligne : Clément Goncalves et Elias Seewald |

| 11 janvier | Nottingham Panthers | 4-3 (0-2, 1-1, 3-0) | Cracovia | Frøs Arena 879 spectateurs |

| Feuille de match | Feuille de match | Feuille de match            | Feuille de match                                                                                                  | Feuille de match                                                                                 |
| ---------------- | --- | --------------------------- | --- | ------------------------------------------------------------------------------------------------ |
|                  | - Hansen (Malmquist, Matheson) — 27 min 19 s Talbot (Herr, Matheson) — 50 min 45 s (SN) Herr (Matheson, Hansen) — 55 min 25 s (SN) Herr (Hansen) — 59 min 59 s (CV) | 0-1 0-2 0-3 1-3 2-3 3-3 4-3 | Kapica (Bahenský) — 3 min 26 s Vachovec (Jáchym, Bryniczka) — 15 min 56 s (SN) Kapica (Gula) — 21 min 47 s (SN) - | Arbitrage : Christian Persson et Daniel Piechaczek Juges de ligne : Andreas Hofer et Rene Jensen |
| Carr             | Gardiens | Kopřiva                     | | Arbitrage : Christian Persson et Daniel Piechaczek Juges de ligne : Andreas Hofer et Rene Jensen |
| 8 min            | Pénalités | 6 min                       | | Arbitrage : Christian Persson et Daniel Piechaczek Juges de ligne : Andreas Hofer et Rene Jensen |
| 47               | Tirs | 22                          | | Arbitrage : Christian Persson et Daniel Piechaczek Juges de ligne : Andreas Hofer et Rene Jensen |

| 11 janvier | HK Nioman Hrodna | 3-4 (pr) (0-0, 1-1, 2-2, 0-1) | SønderjyskE Ishockey | Frøs Arena 3 190 spectateurs |

| Feuille de match | Feuille de match                                                                                          | Feuille de match            | Feuille de match | Feuille de match                                                                        |
| ---------------- | --- | --------------------------- | --- | --------------------------------------------------------------------------------------- |
|                  | - Levsha (Hiltunen, Tourkine) — 30 min 31 s - Malyavko — 48 min 6 s Savinov (Varivonchik) — 49 min 16 s - | 0-1 1-1 1-2 2-2 3-2 3-3 3-4 | Frank (Sharp) — 25 min 23 s (SN) - Little (Maylan) — 43 min 52 s - Sharp (Little) — 55 min 34 s (SN) Little — 63 min 18 s | Arbitrage : Adam Kika et Marc Wiegand Juges de ligne : Danny Beresford et Elias Seewald |
| Trous            | Gardiens                                                                                                  | Ohre                        | | Arbitrage : Adam Kika et Marc Wiegand Juges de ligne : Danny Beresford et Elias Seewald |
| 6 min            | Pénalités                                                                                                 | 8 min                       | | Arbitrage : Adam Kika et Marc Wiegand Juges de ligne : Danny Beresford et Elias Seewald |
| 32               | Tirs | 29                          | | Arbitrage : Adam Kika et Marc Wiegand Juges de ligne : Danny Beresford et Elias Seewald |

| 12 janvier | Cracovia | 1-3 (0-1, 0-1, 1-1) | SønderjyskE Ishockey | Frøs Arena 4 107 spectateurs |

| Feuille de match | Feuille de match                      | Feuille de match | Feuille de match                                                                                     | Feuille de match                                                                                   |
| ---------------- | ------------------------------------- | ---------------- | --- | -------------------------------------------------------------------------------------------------- |
|                  | - Domogała (Bepierszcz) — 58 min 14 s | 0-1 0-2 0-3 1-3  | Sharp (Bjerrum, Frank) — 3 min 26 s Nielsen (Hansen) — 25 min 24 s Nielsen (Mäkinen) — 40 min 50 s - | Arbitrage : Aaro Brännare et Daniel Piechaczek Juges de ligne : Clément Goncalves et Andreas Hofer |
| Kopřiva          | Gardiens                              | Henriksen        | | Arbitrage : Aaro Brännare et Daniel Piechaczek Juges de ligne : Clément Goncalves et Andreas Hofer |
| 8 min            | Pénalités                             | 8 min            | | Arbitrage : Aaro Brännare et Daniel Piechaczek Juges de ligne : Clément Goncalves et Andreas Hofer |
| 29               | Tirs                                  | 41               | | Arbitrage : Aaro Brännare et Daniel Piechaczek Juges de ligne : Clément Goncalves et Andreas Hofer |

| 12 janvier | Nottingham Panthers | 4-3 (0-2, 3-1, 1-0) | HK Nioman Hrodna | Frøs Arena 1 118 spectateurs |

| Feuille de match | Feuille de match | Feuille de match            | Feuille de match                                                                                 | Feuille de match                                                                            |
| ---------------- | --- | --------------------------- | ------------------------------------------------------------------------------------------------ | ------------------------------------------------------------------------------------------- |
|                  | - Hansen (Herr) — 26 min 38 s - Horvat (Fick) — 33 min 33 s Herr (Lachowicz, Hansen) — 37 min 1 s Golovkovs (Perlini) — 58 min 50 s | 0-1 0-2 1-2 1-3 2-3 3-3 4-3 | Kisly (Remezov) — 1 min 31 s Malinovski (Kisly) — 15 min 10 s - Remezov (Levsha) — 29 min 57 s - | Arbitrage : Christian Persson et Marc Wiegand Juges de ligne : Rene Jensen et Elias Seewald |
| Whistle          | Gardiens | Trous                       |                                                                                                  | Arbitrage : Christian Persson et Marc Wiegand Juges de ligne : Rene Jensen et Elias Seewald |
| 14 min           | Pénalités | 6 min                       |                                                                                                  | Arbitrage : Christian Persson et Marc Wiegand Juges de ligne : Rene Jensen et Elias Seewald |
| 29               | Tirs | 27                          |                                                                                                  | Arbitrage : Christian Persson et Marc Wiegand Juges de ligne : Rene Jensen et Elias Seewald |

### Classement final
| Clt   | Équipe               | PJ | V | VP | D | DP | BP | BC | Diff | Pts |
| ----- | -------------------- | -- | - | -- | - | -- | -- | -- | ---- | --- |
| +001, | SønderjyskE Ishockey | 3  | 1 | 2  | 0 | 0  | 9  | 5  | +4   | 7   |
| +002, | Nottingham Panthers  | 3  | 2 | 0  | 0 | 1  | 9  | 8  | +1   | 7   |
| +003, | HK Nioman Hrodna     | 3  | 1 | 0  | 1 | 1  | 8  | 8  | 0    | 4   |
| +004, | Cracovia             | 3  | 0 | 0  | 3 | 0  | 4  | 9  | -5   | 0   |

- Vainqueur de la Coupe continentale IIHF 2019-2020